# نوكيا E50

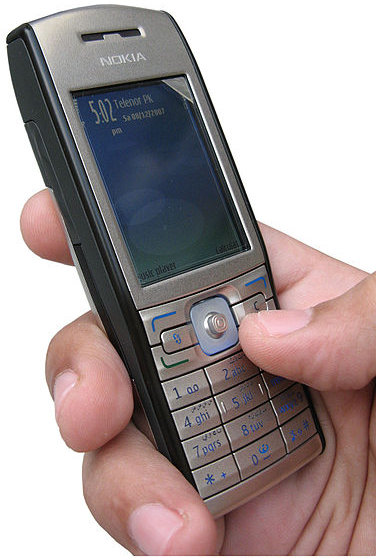
نوكيا E50

نوكيا E50 هو أحد أجهزة نوكيا، شركة الهواتف والتقنية النقالة. يأتي هذا الجهاز مع شاشة نوعها 240 * 320 18-بت (262,144) لون. تم إصدار هذا الجهاز في 2006. أما بالنسبة لوضعية إنتاجه الحالية فلا يزال يُنتج. تقنيته/تردده هي GSM/EDGE. جيل الجهاز هو BB5.0. عامل الشكل (التصميم) للجهاز هو "قطعة حلوى.